# 电影情节
《电影情节》是美国歌手凯蒂·佩芮演唱的一首歌曲，出自其第三张专辑《花漾年华》。佩芮与该歌的制作人格雷格·威爾斯共同创作歌曲歌词。2010年8月3日，国会唱片将这首歌曲作为专辑的宣传单曲发行。这首歌是一首以少女角度创作的强力情歌。歌词讲述了一个女孩想像着她的第一次，但她感觉「那实在不对劲」。然而，她意识到就算有这样的经历，她的「王子」依然在「外面」等待着她。歌曲在佩芮与其未来丈夫羅素·布蘭德第一次约会之前创作出来。
《电影情节》一曲获得评论界的广泛好评，有些乐评人称其为是一首有力量且美丽的歌曲，同时也是一首令人熟思的情歌，但是感觉到歌曲的歌词极少提到佩芮的未来丈夫罗素·布兰德。《电影情节》同时获得了商业上的成功，登上了美国告示牌百强单曲榜第53位和加拿大百强单曲榜第41位。佩芮在她所领衔的加州之夢巡迴演唱會上表演了这首歌曲。2011年2月13日，她连同《花漾年华》，在第53屆葛萊美獎表演了这首歌曲。这一场表演在评论界获得了广泛好评。

## 创作概念
2010年8月，佩芮在Youtube采访关于《花漾年华》的细节时称《电影情节》是在她完成了凯蒂你好巡回演唱会后，第一首为专辑所创作的歌曲。这首歌的制作和歌曲协助创作则由格雷格·威爾斯负责，他曾经和佩芮共同创作她的第二张录音室专辑《花漾派对》。佩芮认为这首歌可以分成两部分，因为她在认识布兰德之前已经开始制作《电影情节》，而他们开始约会之后这首歌才制作完毕。她觉得这首歌对于她来说是「非常特别」的一首歌，歌曲的第一部分描写了她需要挣脱和放开这是很多人声称知道但其实他们并不知道的一些往事。佩芮表示将那些往事中的感觉放进《电影情节》里对她来说是一种解脱。

## 词曲
《电影情节》是一首强力情歌，时长四分零一秒，以降A大調写成，并持续使用四分之四拍的小节，速度是每分鐘100拍。佩芮演唱这首歌的音域从F3到E♭5之间，超过了一个純八度 。这首歌有一个基本序列A♭5–Fm7–Cm–E♭来作为其和弦进程。一位《泰若》评论家的观点解释，《电影情节》的歌词是关于一场男女之间的恋爱关系，但是女方却觉得自己并没有沉浸在爱情的甜蜜中，而依旧等待她的梦中情人，或者是那所谓「迷人的王子」。

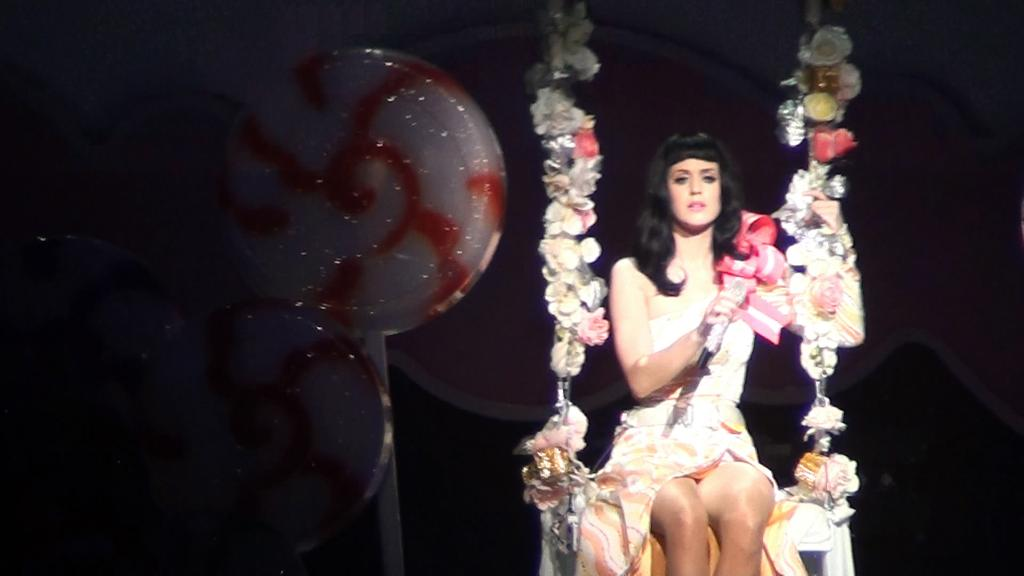
凯蒂在2011年的加州之夢巡迴演唱會表演《电影情节》。

《MTV新闻》的克里斯·瑞安（Chris Ryan）解释这首歌主要是说当你没有遇到你的理想对象时，你要如何去爱，还有不要经常去想象那种「在大螢幕中的电影魔力爱情故事」。
PopMatters的史蒂夫·萊特里奇（Steve Leftridge）认为这张单曲有一个「枯燥乏味的」的旋律。其旋律被指与布兰妮的《每一次》和伊凡塞斯的《我那不朽回忆》（My Immortal）相似。《今日美国》的艾丽莎·加德納（Elysa Gardner）和一位来自《肖像》杂志（Portrait Magazine）的匿名评论家的观点中，歌曲的副歌中，凯蒂唱道为爱而坚持是「有電影戲劇性的/有一个完美结局」，并之后期望自己是一个「傻女孩」。一位《肖像》杂志的评论家将它和《花漾年华》其他单曲一起评述，而认为它在专辑中是最慢节奏的歌曲。他们写道：「它拿走了专辑里所有的能量，以及所有的快速心跳和无法抗拒爱的感觉，但全都为了一首关于寻找爱情的歌而慢了下来。」

## 评价和反响
《电影情节》获得了评论家的赞赏。MTV的克里斯·瑞安称这首歌是「相当的美丽」，但注意到其歌词「很少的」谈及了佩芮的未来丈夫羅素·布蘭德。《今日美国》的艾丽莎·加德納称《电影情节》是一个「不可抗拒的强力情歌」并推荐读者去购买这首歌曲。一位《肖像》杂志的编辑作家认为《电影情节》来作为《花漾年华》的最后一首歌曲是一个不错的选择，这样充分展示了歌手不错的歌声，因为她有「对她有利的歌词，而不是只是去单一的尝试。」因此这位评论家觉得这是一首「非常棒的歌曲」。
虽然《电影情节》被发行于宣传单曲，但还是成功进入到以数位下载销售为准则的音乐榜单。在2010年8月11日那一周中，《电影情节》以第53名的成绩在美国告示牌百大单曲榜首度亮相，却只在该榜上呆了一周。这首歌以卖出57,000数位下载，成功进入了《告示牌》成分榜单热辣数位歌曲榜第22位。在加拿大百强单曲榜上，这首歌在榜单的最高位置为第41位。

## 现场表演

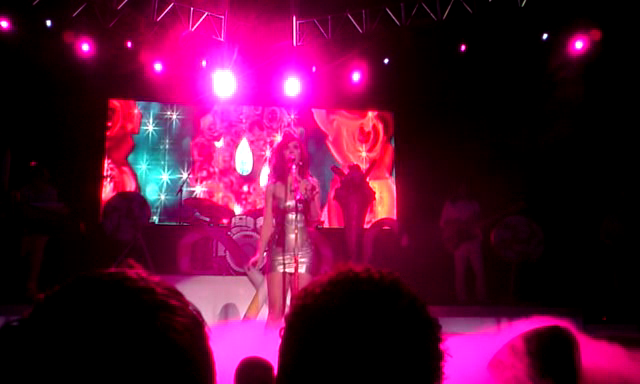
2011年，凯蒂·佩芮在表演《电影情节》

《电影情节》是凯蒂2011年加州之夢巡迴演唱會的演出曲目。在表演这首歌时，凯蒂拖着一袭巨大的婚礼裙摆，坐在以花缠绕的秋千上，从舞台上慢慢升起，而作为佈景的一部分。在同一时间，一个泡泡机开始射出泡泡，之后，一张床单悬挂在她的后面并展示一些卡通动物坠入爱河的片段。观看她其中一场演出的《亞利桑那共和国》（The Arizona Republic）的埃德·莫斯利（Ed Masley）称《电影情节》的表演是「甜蜜的」。
这首歌曲还在第53屆葛萊美獎上演出。她穿着亮色粉红、似「公主般」的裙子，并化着亮彩的妆容。当佩芮演唱《电影情节》的歌词时，她坐着的秋千持续地升上舞台的高处。《MTV新闻》的记者马武塞·施吉比（Mawuse Ziegbe）称其是个「诚挚的禮物」。《时代》杂志的克萊爾·南达特（Claire Suddath）与凯蒂的结婚片段作为连接，说这是「情人节」主题的表演，她因为高兴而摇摆着，就像「高中年刊时照片的佈景」。她给这次表演一个南达特「B+」级别。《星星论坛》（Star Tribune）的乔恩·鲷（Jon Bream）给这次表演一个B等级。

## 曲目列表
- 数位下载[4]

1. 《电影情节》—— 4:01

## 创作团队
名单源自《花漾年华》唱片上的注释说明。
- 凯蒂·佩芮—— 作词，主唱
- 格雷格·威爾斯—— 作词，单曲制作，爵士鼓，钢琴，程式
- 路易斯·托索爾（Lewis Tozour）—— 录制
- 謝爾班·盖内亚（Serban Ghenea）—— 混音
- 约翰·哈奈斯（John Hanes）—— 混音工程师
- 蒂姆·羅伯茨（Tim Roberts）—— 助理編輯

## 榜单成绩
| 排行榜 （2010年）                 | 最高 排名 |
| --------------------------------- | --------- |
| 加拿大 （告示牌加拿大百强单曲榜） | 41        |
| 美国 （告示牌百強單曲榜）         | 53        |